# Praia da Baixa da Ribeirinha
A praia da Baixa da Ribeirinha é uma praia portuguesa localizada na Ribeirinha, no município das Lajes do Pico, ilha do Pico, Açores.
Esta praia que se situa na parte norte da ilha do Pico é formada por areias e rochas de origem vulcânica e encontra-se entre as mais procuradas das Lajes do Pico. Oferece esplêndidas vistas da Ilha de São Jorge que se encontra do outro lado do canal.
É dotada por algum equipamento básico tal como parque de estacionamento.